# Diogo Álvares Corrêa
Diogo Álvares Corrêa o Diogo Álvares Correia, llamado el «Caramuru» (Viana do Castelo, Portugal, 1475 — Tatuapara, Bahía, 5 de octubre de 1557),  fue un náufrago portugués que pasó su vida entre los indios de Brasil y que facilitó el contacto de los primeros viajeros europeos con los pueblos indígenas de Brasil . Recibió el apodo de Caramuru (palabra tupí que significa morena) por los indios tupinambás. Es considerado el fundador del municipio bahiano de Cachoeira.

## Biografía

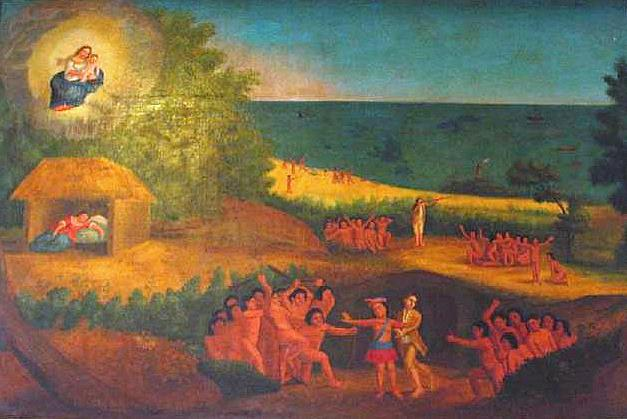
Pinturas en el monasterio de San Benito, en Salvador, en Bahía (Brasil), que representa la llegada de Diogo Álvares a Bahía

Originario del norte de Portugal, de Viana do Castelo, Diogo Álvares habría nacido alrededor de 1475. Poco se sabe de sus primeros años, salvo que habría arribado a las costa de Bahía entre 1509 y 1510, como náufrago de un barco francés. Hay historiadores que dicen:[cita requerida]

Viajando para San Vicente alrededor de 1510, un hidalgo de la Casa Real Alvares naufragó en las proximidades del río Vermelho en Salvador, en Bahía. Sus compañeros fueron muertos por los indios tupinambás, más él consiguió sobrevivir y pasó a vivir entre los indios, de quienes recibió el apodo de Caramuru, que significa «morena».
Viajando para São Vicente por volta de 1510, o fidalgo da Casa Real Diogo Álvares naufragou nas proximidades do Rio Vermelho, em Salvador, na Bahia. Seus companheiros foram mortos pelos índios tupinambás, mas ele conseguiu sobreviver e passou a viver entre os índios, de quem recebeu a alcunha de Caramuru, que significa moreia.

La versión más conocida, en Brasil, para el significado de la palabra Caramuru sería «palo que escupe fuego» (pau que cospe fogo), o incluso, «hombre encontrado de la muerte tronante» (Homem trovão da Morte Barulhenta) (o sus variantes) que tienen como base la leyenda de Diego Alvares Correa, quien habría recibido el apodo por asustar a los indios que le querían comer ( la población indígena del país que era caníbal), matando a un pájaro con un disparo de espingarda. Otra versión del significado del nombre Caramuru hace referencia al hecho de que Diogo habría sido encontrado, supuestamente, por los indios en medio de las rocas y algas de la playa, como una morena.
Correia fue bien recibido por los indios tupinambás. El jefe de ellos, Taparica, le habría dado, como esposa, a una de sus hijas llamada Paraguaçu. De acuerdo con el cine y la miniserie de televisión Caramuru - A Invenção do Brasil, Paraguaçu tenía, como hermana, una legendaria india Moema, originalmente citada (sin relación familiar) en el poema Caramuru de Frei Santa Rita Durão.
A lo largo de cuarenta años, Correia mantuvo contactos con los barcos europeos que atracaron en Bahía. Las relaciones comerciales con los normandos le llevaron, entre 1526 y 1528, a visitar Francia, donde fue bautizada su mujer en Saint-Malo, pasando a llamarse Catarina Álvares Paraguaçu, en honor de Catherine des Granches,, la esposa de Jacques Cartier, que fue su madrina. En la misma ocasión, fue bautizada también otra india tupinambá, Perrine, en lo que se basa la leyenda de que varias indias, por celos, habríanse ahogado en el mar para acompañar a Caramuru cuando éste partió para Francia con Paraguaçu.
Durante el gobierno del donatario de la capitanía de Bahía, Francisco Pereira Coutinho, recibió una asignación importante y trató de ejercer una función mediadora entre los colonos y los indios, no consiguiendo, sin embargo, evitar el reencuentro con Itaparica, donde Pereira Coutinho perdió la vida.
Conocedor de las costumbres nativas, Correia ayudó a facilitar el contacto entre ellos y los primeros misioneros y administradores europeos. En 1548, teniendo el rey Juan III de Portugal la intención de establecer un gobierno general en Brasil, recomendó a Caramuru que crease las condiciones para que la expedición de implantación de tal gobierno fuese bien recibida, un hecho que subraya la importancia que llegó a tener el náufrago ante la corte portuguesa.
Tres de sus hijos (Gaspar, Gabriel y Jorge) y uno de sus yernos (João de Figueiredo) fueron nombrado caballeros por Tomé de Sousa, primer gobernador del Brasil,  por los servicios prestados a la Corona Portuguesa.
Su vida inspiró al fraile brasileño Santa Rita Durão a escribir el poema épico Caramuru en 1781. En 2001, su historia se convirtió en la película brasileña Caramuru - La invención de Brasil.